# Patrick Christopher
James Patrick Christopher (nacido el 3 de junio de 1988 en Compton, California) es un exjugador de baloncesto estadounidense. Con 1,96 metros de estatura, jugaba en la posición de escolta.

## Trayectoria deportiva

### Universidad
Jugó durante cuatro temporadas con los Golden Bears de la Universidad de California, en las que promedió 12,7 puntos, 3,8 rebotes y 1,8 asistencias por partido. En sus dos últimas temporadas fue incluido en el mejor quinteto de la Pacific-10 Conference.

### Profesional
Tras no ser elegido en el 2010, fichó por el Antalya BB de la liga turca, donde jugó una temporada en la que promedió 15,8 puntos y 4,3 rebotes por partido. Al año siguiente firmó con el Cholet Basket francés, con los que disputó 20 partidos, promediando 13,2 puntos y 2,1 rebotes.
Regresó a Turquía en 2013 para jugar en las filas del Beşiktaş, haciéndolo durante una temporada en la que promedió 11,0 puntos y 2, 9 rebotes por partido.
Volvió a su país en 2014 al fichar por los Iowa Energy de la NBA D-League, donde acabó la temporada promediando 13,6 puntos y 4,0 rebotes por partido, y fue incluido en el segundo mejor quinteto defensivo de la liga.
Tras comenzar la temporada 2014-15 con los Energy, el 10 de diciembre fichó por los Utah Jazz de la NBA.